# Rivulus boehlkei
Rivulus boehlkei är en fiskart som beskrevs av Huber och Fels, 1985. Rivulus boehlkei ingår i släktet Rivulus och familjen Rivulidae. Inga underarter finns listade i Catalogue of Life.